# Neželena e-pošta
Nezaželena pošta (angleško spam) je elektronska pošta, ki je namenjena večjemu številu prejemniku z namenom vsiljevanja določene vsebine, ki se je naslovniki nebi odločili sami prejemati. Večina nezaželene pošte je povezana z oglaševanjem raznih izdelkov in storitev, ki pa imajo dvomljivo kvaliteto ali pa bi jih prodajalci radi podtaknili kupcu. Mnogokrat je povezana tudi z raznimi goljufijami (Nigerijska prevara, ...).
Beseda spam izhaja iz angleščine, v originalu pomeni konzervirano obdelano šunko. Izraz izhaja iz istoimenskega skeča skupine Monty Python, v katerem se neprestano ponavlja. Prvi spam pa je bil poslan za ameriško odvetniško družbo Canter & Siegel in sicer v konferenčni sistem USENET leta 1994.

## Prejemanje nezaželene pošte

### Zakaj spam ni zaželen?
1. Utapljanje koristne komunikacije - Nezaželena pošta predstavlja že okoli 90 % svetovnega prometa elektronske pošte. Ljudje vsakodnevno prejemamo oglase v papirnati obliki vendar nam to ne onemogoča komunikacije z drugimi pri »spamu« pa je ta problem postal bistveno večji in ljudje zaradi ogromnega števila pošte nekaterih pomembnih sporočil ne vidijo. Ljudje pa smo prisiljeni, da si nameščamo vedno več filtrov, ki to pošto izločajo. Zavajajo pa nas tudi prodajalci, ki smatrajo da so njihovi oglasi drugačni od drugih.
2. Večino stroškov nosi prejemnik - Pošiljatelj nezaželene pošte lahko v zelo kratkem času (od nekaj sekund do nekaj minut) doseže ogromno število prejemnikov, stroške tega pa krije lastnik strežnika preko katerega je »spam« poslan, prejemniki pa svojemu ponudniku plačuje naročnino za poštni predal in dostop do njega. V strošek se lahko šteje tudi čas, ki ga uporabnik porabi za odstranjevanje nezaželene pošte. Torej bistvena razlika je v tem, da pri klasični pošti skoraj vse strošek nosi pošiljatelj pri elektronski obliki pa je ravno obratno.[2]

### Pridobitev e-naslova s strani pošiljatelja
Pošiljatleji neželene pošte, lahko elektronske naslove pridobijo na različne načine:
- naslov smo npr. objavili na svoji ali kateru drugi spletni strani,
- iz prispevkov v konferenčnem sistemu USENET,
- za dostop do neke storitve (ali programa, ki ga lahko prenesemo z interneta) smo se morali registrirati s svojim naslovom; nekatera (predvsem manjša) podjetja brez našega privoljenja prodajo zbirko naslovov osebam ali podjetjem, ki pošiljajo “spam”,
- programi, ki jih namestimo na svoj računalnik, poleg opisane funkcionalnosti tudi posredujejo naše podatke “neznancem”, ki ustvarjajo zbirke elektronskih naslovov; taki programi so znani kot “spyware” (parazitski vohunski programi),

- preko seznama naročnikov na poštne sezname (mailing lists). [2]

## Obramba pred nezaželeno pošto
Na svetu verjetno ni več uporabnika elektronske pošte, ki se ne bi vsaj enkrat razburil zaradi številnih nezaželenih oglasnih sporočil, ki so se znašli v njegovem poštnem predalu. Glede na to, da je takšnih sporočil običajno iz tedna v teden več, se uporabniki vedno bolj sprašujejo kako se te poštne nesnage znebiti. Odgovor je relativno preprost. Če je naš poštni predal že prenapolnjen z nezaželeno pošto in če se ne želimo ukvarjati s programsko opremo, ki pomaga odstranjevati nezaželeno pošto, je prav gotovo najenostavnejša rešitev ta da zamenjamo e-naslov.
Pri enem izmed številnih brezplačnih ponudnikov elektronske pošte (Gmail, Email.si, Hotmail) si lahko namreč v nekaj minutah odpremo poštni predal, ki ga lahko takoj, ko je prenapolnjen z nezaželenimi sporočili, zamenjamo z novim. Seveda to ni najbolj elegantna rešitev, povrh vsega pa je tudi začasna, saj bomo po vsej verjetnosti zelo kmalu tudi na nov naslov začeli dobivati nezaželeno pošto. Če ne želimo svojih prijateljev in znancev vsakih nekaj mesecev obveščati, da nam začnejo pošto pošiljati na drug naslov, se bomo  morali problema nezaželene pošte lotiti bolj aktivno in temeljito.
V boju proti nezaželeni pošti se priporoča upoštevanje naslednjih preventivnih nasvetov, ki  bodo pomagali spraviti količino pošte, ki je nismo naročili niti si je nismo želeli, na minimum:
- Treba je biti previden  pri objavi ali pri posredovanju  elektronskega naslova. Ne priporoča se objav svojega elektronskega naslova na spletnih straneh in v novičarskih skupinah. Niti ni priporočljivo se prijaviti vse povprek na razne e-časopise in posredovanje svojega e-naslova podjetjem, ki nam niso znana oziroma jim ne morermo zaupati.

- Nikoli ne odgovarjajte na nezaželena sporočila. Ne poskusite se odjaviti s seznama prejemnikov nezaželenega sporočila, ki ste ga prejeli, saj boste tako le potrdili, da je vaš elektronski naslov veljaven. Najbolje kar lahko storite v tem primeru je, da si nastavite filter, ki bo v prihodnje preprečil prejemanje sporočil z določeno vsebino ali pa od določenega pošiljatelja.
- Poskrbeti si je treba, da bomo imeli na računalniku najnovejšo protivirusno zaščito in program za obrambo pred vohunskimi programi (npr. Ad-Aware), saj nam lahko marsikateri vohunski program ali virus izmakne naš e-adresar.[3]

### Blokiranje naslovov
Proti nezaželeni pošti se lahko borimo tudi z blokiranjem naslovov pošiljateljev in s kreiranjem t.i. črnih seznamov pošiljateljev na katere lahko ročno vpisujemo naslove pošiljateljev ali njihove domene, ki smo jih prepoznali kot neželene. Na ta način preprečujemo po pošti, ki prihaja z določenih naslovov, da bi našla pot do našega poštnega predala.
Reševanja problema nezaželene pošte se je mogoče lotiti tudi s filtriranjem sporočil na podlagi ključnih besed. Z ustreznimi nastavitvami lahko sporočila, ki v naslovu ali telesu sporočila vsebujejo določene besede, premaknemo v posebno mapo ali pa jih kar takoj izbrišemo. Pravila na podlagi katerih bo Outlook Express filtriral sporočila, določimo v kategoriji Message, kjer izberemo opcijo Create Rule from Message. Če npr. želimo da nam poštni odjemalec takoj odstrani vsa sporočila, ki vsebujejo v naslovu besedo »viagra«, potem izberemo najprej opcijo »Where the line Subject contains specific words«, pri izbiri akcij pa izberemo »Delete it». V tretjem koraku kliknemo na povezavo »contains specific words«, nakar v oknu, ki se odpre vnesemo tiste besede za katere ne želimo, da se pojavijo v naslovih prejete pošte. V četrtem polju lahko pravkar nastavljeno pravilo tudi poimenujemo. Podoben postopek velja tudi za program Outlook.
Z uporabo obeh omenjenih postopkov lahko število prejete nezaželene pošte zmanjšamo, nikakor pa ne moremo pričakovati, da se je bomo popolnoma znebili.

### Obramba s specializiranimi programi
Poleg preventivnih ukrepov, ki zadostujejo le za silo, je za aktivno obrambo pred nezaželeno pošto nadvse priporočljiva obramba s specializiranimi programi. Vredno je omeniti, da rešitve, ki bi nas v celoti obvarovala pred poštno nesnago žal ni, saj so spamerji z metodami, ki ji uporabljajo, vedno korak pred svojimi žrtvami. Toda kljub vsemu se verjetno strinja večina ljudi, da je veliko bolje, če priroma v naše poštne zaradi uporabe primerne programske opreme nekajkrat manj nezaželenih sporočil.
Kako specializirani programi za odstranjevanje nezaželene pošte sploh delujejo? Enostavne, predvsem pa starejše različice tovrstnih programov so se proti nenaročeni pošti borile predvsem s filtriranjem na podlagi izbranega korpusa ključnih besed, ki se pojavljajo v naslovu in telesu sporočila. Ker pa je takšna obramba precej luknjasta in povrh vsega še precej nezanesljiva (veliko popolnoma legitimnih sporočil se znajde v košu), uporabljajo napredne rešitve zapletene algoritme in filtriranje, ki deluje na podlagi statističnega proučevanja ogromnih arhivov znanega spama. Tovrstno filtriranje, ki se pojavlja tudi z imenom Bayesovo filtriranje (ang. Bayesian filtering), uporabljajo najbolj poznani filtrirni sistemi za obrambo pred nezaželeno pošto kot so SpamAssassin (spamassassin.apache.org), Spamnet (www.spamnet.org), ipd. Poleg veliko bolj učinkovitega filtriranja so naprednejši programi tudi veliko bolj zanesljivi pri svojem delovanju, saj so odstotek povsem legitimnih sporočil, ki so jih po krivici označili za spam, spravili na minimum.

### Kritični elementi nezaželenega sporočila
Za programsko opremo, ki se bori proti nezaželeni pošti, so najbolj kritični naslednji elementi poštnega sporočila:
- Sumljiv poštni naslov (npr. free$foru@gmail.com).
- veliko število prejemnikov, ki jih pošiljatelj doda v polje BCC, tej so prejemniku sporočila skriti, da nemore videti na katere naslove je bilo sporočilo naslovljeno.
- Sumljivo ime pošiljatelja.
- Sumljiva vsebina sporočila (you won the main prize, Free vacation just for you, itd.).[3]

### Omejitev nezaželene pošte
S previdnostjo lahko zmanjšamo količino neželene pošte, ki jo bomo prejeli na svoj naslov. Pozorni moramo biti predvsem na to, kje objavljamo svoje naslove oz. komu posredujemo osebne podatke. 
Pošiljatelji vsiljene pošte pogosto s posebnimi programi preiščejo spletne strani in z njih izbrskajo vse, kar izgleda kot veljaven elektronski naslov. Torej zaenkrat strežnik še ne ve, kdo ste in kakšen elektronski poštni naslov uporabljate, če pa na tem spletnem mestu v obrazec vpišete svoj elektronski naslov, ima spletni strežnik povezavo med piškotkom in samim spletnim naslovom.
Razmislite, ali bi za potrebe registracij programov in druge prijave preko spleta, uporabili neki drugi elektronski naslov. Tam lahko registrirate nov elektronski naslov in določite, kam naj se pošta, ki pride na ta naslov posreduje, ter koliko sporočil naj se posreduje, preden se naslov zavrže. Ta storitev je namenjena predvsem registracijam produktov na spletu, kjer morate vpisati delujoč elektronski naslov, da vam lahko podjetje pošlje podatke za uporabo ali aktivacijo svojega produkta. 
Po prejetju nekaj sporočil ta naslov izgine, tako da morebitne reklame, usmerjene nanj, do vas ne pridejo.

### Soočanje internetnih ponudnikov z nezaželeno pošto
V prvi bojni liniji v boju proti nezaželeni pošti, so prav gotovo internetni ponudniki z raznimi strežniškimi programi in varnostnimi mehanizmi proti nezaželeni pošti, saj morajo svoje poštne strežnike še posebej varovati pred pošiljatelji nezaželene pošte, saj so neprestano na preži za strežniki, ki bi jih lahko zaradi napačnih nastavitev ali pa napak izrabili za razpošiljanje nezaželenih oglasnih sporočil.
Poleg nenehne skrbi za varnost in za obrambo pred nezaželeno pošto se morajo internetni ponudniki spopasti še z dodatnimi problemi. Eden izmed njih je ta, da morajo prepoznati pošiljatelja, ki je poslal kup nezaželene pošte, in pošiljatelja, ki je na nekaj tisoč naslovov svojih strank poslal najnovejšo ponudbo svojih izdelkov.
Poštni strežnik mora torej znati ločiti kateri paket sporočil je dobronameren in kateri je pri prejemnikih nezaželen. Ker pa je ta ločnica velikokrat zelo zabrisana, ni seveda ni nič čudnega če se zgodi, da internetni ponudnik pomotoma blokira račun določenemu podjetju in mu tako do nadaljnjega onemogoči kakršnokoli pošiljanje sporočil.